# Willem De Geer
Willem De Geer, född 15 januari 1927 i Stockholm, död där 3 juli 1984, var en svensk konstnär.
Willem De Geer studerade måleri vid Gerlesborgsskolan, Otte Skölds målarskola 1950-52 och Konstakademien i Stockholm från 1953, och därpå  Åke Pernbys målarskola. Han var också elev vid Hugo Zuhr:s ateljé och studiekamrat med Philip von Schantz. Under 1957 var han rektor för Gerlesborgsskolan.
Han tillförordnades även till rektor för  Septemberakademien inom ramen för Kungliga Konsthögskolan. Han var också under många år sekreterare för Konstnärsklubben.
Tillsammans med Bengt Hegethorn och Karl Erik Häggblad startade han gruppen Sensualisterna. De Geer målade framför allt landskap och porträtt och är bland annat känd för ett porträtt av Tage Erlander på Bommersviks förbundsskola och kursgård. Han har avporträtterat Prins Bertil. och celebriteter såsom Bette Davis, Karl Gerhard och Holger Lövenadler. Företagsledare som Direktör Bo Ax:son-Johnson, samt konstnärskollegorna Fred Andersson, Torsten Bergmark och Einar Palme. Han kom även att utveckla en egen stilart “det psykolgiska porträttet”.
Vidgade konstnärliga perspektiv inhämtade De Geer genom konstnärliga studieresor såväl till Himalayas bergsmassiv som staden Rom, där han blev verksam  vid Accademia Internazionale Tommaso Campanella di lettere arti, scienze di Roma. Ytterligare studieresor ledde honom till flera andra delar av Asien och Europa. Förutom porträttmåleri, alstrade De Geer även ett flertal internationellt uppmärksammade collage, på bland annat temat Charles Chaplin, något som förde honom till Montreux i Schweiz där han skapade en utställning, intill Chaplins hemstad Vevey.
Willem De Geer föddes som en av tre söner till Magnus De Geer af Finspång och Gerda Weidenhielm. Han var gift två gånger, och fick ett barn i vardera äktenskapet.

## Representerad (i urval)
- Uppsala: Nutida konst (1962).
- Stockholm: Galerie Æsthetica (1964).
- Liljevalchs konsthall.
- Gummesons Konsthall.
- Göteborgsmuseet. Porträtt av Karl Gerhard.
- Konstnärshuset konstnärsklubben.
- Galleri Cupid.
- Galleri Blanche.
- Galleri Rouge.
- Moderna Museet.
- Nederländska Ambassaden.
- Södersjukhuset.
- Bommersviks förbundsskola. Porträtt av statsminister Tage Erlander
- Timmermansorden. Porträtt av Prins Bertil.
- Dramatiska Teatern i Stockholm, med porträtt av, Holger Löwenadler 1979.
- Indiska Hälsoministeriet i New Delhi. Konstverket “family planning”.